# 相反的你和我
《相反的你和我》是阿賀澤紅茶創作的戀愛喜劇題材日本漫畫作品，自2022年5月2日起在集英社旗下漫畫網絡平台少年Jump+開始連載。截至2023年10月，單行本發行量突破85萬冊。

## 創作
本作為阿賀澤紅茶繼《冰之城牆》後第二部發表的作品，《相反的你和我》原先為單篇漫畫，在獲得熱烈迴響後改為連載，第一話和第二話於2022年5月22日發布。作者阿賀澤紅茶希望能畫出能讓人感覺到溫暖的作品。由於他很喜歡早期搞笑漫畫中讓角色變形的表現手法，並將這樣的手法運用在創作中，所以有時會被提醒「應該把女性角色畫得再好一點」。

## 劇情大綱
女高中生鈴木實優的個性開朗、交友甚廣、擅長察言觀色，是班上的中心人物之一，她喜歡的對象是坐在自己隔壁的男同學谷，而谷的個性與鈴木恰恰相反，他內斂沉穩、有主見、待人一視同仁。鈴木一直無法鼓起勇氣告白，直到某日一個偶然機會，兩人放學回家時走在同一條路上，並因此牽起了手。之後兩人相互傾訴對彼此的好感，並開始交往，而同學們雖然感到訝異，但也都很支持兩人的戀情。
鈴木與谷在高中的學年間經歷許多事件，故事中間也穿插的兩者週圍親友的感情線。經歷升學考試後，鈴木與谷考取不同學校，在高中畢業後雙方仍繼續交往中，漫畫版尾聲以鈴木與谷和其他人的合照作結。

## 登場人物
鈴木（聲：鈴代紗弓）
谷（聲：坂田將吾）

## 出版書籍
| 卷數 | 集英社        | 集英社                 | 尖端出版社                  | 尖端出版社                                                 | 华文天下 | 华文天下               |
| 卷數 | 發售日期      | ISBN                   | 發售日期                    | ISBN / EAN                                                 | 發售日期 | ISBN                   |
| ---- | ------------- | ---------------------- | --------------------------- | ---------------------------------------------------------- | -------- | ---------------------- |
| 1    | 2022年7月4日  | ISBN 978-4-08-883125-1 | 2024年2月2日                | ISBN 9786263775381                                         | 2024年   | ISBN 978-7-5225-2584-6 |
| 2    | 2022年10月4日 | ISBN 978-4-08-883275-3 | 2024年4月11日               | ISBN 978-626-37-7782-8                                     | 2024年   | ISBN 978-7-5225-2585-3 |
| 3    | 2023年3月3日  | ISBN 978-4-08-883395-8 | 2024年5月21日               | ISBN 978-626-37-7822-1                                     | 2024年   | ISBN 978-7-5225-2586-0 |
| 4    | 2023年7月4日  | ISBN 978-4-08-883630-0 | 2024年7月25日 2024年9月30日 | EAN 471-770-22-9669-8（首刷限定版） ISBN 978-626-37-7974-7 |          |                        |
| 5    | 2023年11月2日 | ISBN 978-4-08-883697-3 | 2024年10月23日              | ISBN 978-626-40-3207-0                                     |          |                        |
| 6    | 2024年3月3日  | ISBN 978-4-08-883858-8 | 2025年2月6日                | ISBN 978-626-40-3429-6                                     |          |                        |
| 7    | 2024年8月2日  | ISBN 978-4-08-884143-4 | 2025年7月25日               | ISBN 978-626-43-4087-8 EAN 471-770-22-9877-7（特裝版）     |          |                        |
| 8    | 2025年3月4日  | ISBN 978-4-08-884294-3 |                             |                                                            |          |                        |

## 電視動畫
改編電視動畫預定於2026年1月播出。

### 製作人員
- 原作：阿賀澤紅茶
- 導演：長友孝和
- 劇本統籌、動畫製片人：內海照子
- 角色設計：宮古眞子
- 副角色設計、總作畫監督：小園彩穗
- 總作畫監督：崎本小百合
- 美術監督：中村千惠子
- 攝影監督：鹽川智幸
- 色彩設計：秋元由紀
- 3D導演：越田裕史
- 剪輯：黑澤雅之
- 2D設計：越阪部弥
- 動畫製作：Lapin Track
- 製作：「正相反的你与我」制作委员会（松竹動畫事業部）[4]

## 迴響
《相反的你和我》被選入2022年的下一部人氣漫畫大賞，在網路漫畫類別排第2名。有評論稱這部作品為「令和時代的《只想告訴你》」。阿賀澤紅茶表示，這部作品雖然是浪漫喜劇，但因為是女性視角，也類似少女漫畫，和《Jump+》的主要讀者有所不同，因此在獲得比原先預期更多的評價時感到訝異。
2023年10月，單行本發行量突破85萬冊。本作在2024年電子漫畫大賞（日语：電子コミック大賞）贏得男性部門獎，2024年漫畫大賞入圍提名名單。

## 外部連結
- 漫畫連載網站 （页面存档备份，存于）（日語）
- 電視動畫官方網站（日語）